# Chiesa di Santa Maria di Pozzuolo
La chiesa di Santa Maria di Pozzuolo detta anche chiesetta Balsamo è una piccola chiesa di Lecce eretta nel 1572 per volere del cavaliere don Giovanni Francesco Raynò. È stata da poco ristrutturata.

## Storia e descrizione
Il termine "Pozzuolo" deriva dalla latinizzazione di puteolu del leccese puzzulo cioè, pozzo. In seguito al matrimonio tra il Marchese gallipolino Giuseppe Balsamo e la marchesa Leonarda Cicala, la chiesetta divenne proprietà dei Balsamo ed alcuni indizi portano a ritenere che fu usata da questa famiglia anche come luogo di ritrovo della massoneria. 
La chiesa, riportata al suo vecchio splendore nel marzo 2009, non possiede una facciata. Gli unici elementi decorativi esterni sono un piccolo portale e delle finestre.  L'interno, di piccole dimensioni, è a navata unica e custodisce un altare in puro stile barocco. Degli arredi e delle tele che un tempo adornavano l'edificio non rimangono tracce a causa dei furti effettuati nel corso dei decenni.
Nel corso del XVIII secolo fu sede di numerosi miracoli e prodigi della Vergine.